# Claude Dornier

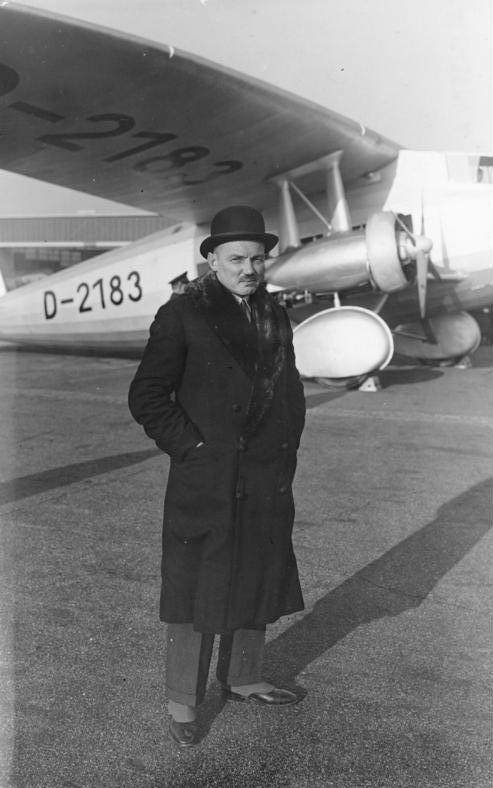
Claude Dornier 1931 vor der Dornier Do K-3

Claude Honoré Désiré Dornier (* 14. Mai 1884 in Kempten; † 5. Dezember 1969 in Zug, Schweiz) war ein deutsch-französischer Flugzeugkonstrukteur. Wegen seines französischen Vaters war er zunächst französischer Staatsbürger. 1913 wurde er auf ausdrücklichen Wunsch von Graf Zeppelin in Württemberg eingebürgert, behielt daneben aber seine französische Staatsbürgerschaft.

## Überblick
Claude Dornier war ein Mitarbeiter von Ferdinand Graf von Zeppelin und erhielt im Zeppelin-Konzern eine eigene Abteilung. Später wurde er Teilhaber und Geschäftsführer eines Zweigwerkes für Flugzeugbau, das er 1932 ganz übernahm und aus dem sich die Dornier-Werke entwickelten. Dort baute er vor allem Ganzmetallflugzeuge, insbesondere Landflugzeuge und Flugboote: Wal, Superwal, Do 18, Do X. Im nationalsozialistischen Deutschen Reich wurden hauptsächlich Bomber für die deutsche Luftwaffe hergestellt. Nach dem Zweiten Weltkrieg entstand in Spanien das STOL-Flugzeug Do 25.
Ab 1956 nahm man die Flugzeugproduktion in München-Neuaubing und Oberpfaffenhofen wieder auf. Die Dornier-Werke entwickelten und bauten ab 1970 in deutsch-französischer Zusammenarbeit den Alpha Jet.

## Leben
Dornier wurde in Kempten, wo später am Haubenschloss eine Straße nach ihm benannt wurde, als Sohn eines französischen Vaters aus Arçon (Region Franche-Comté) und einer deutschen Mutter geboren. Er war das vierte von sieben Kindern (der Älteste aus der zweiten Ehe). Während seiner Jugend und Schulzeit begeisterte er sich bereits für die Technik. Dornier besuchte zunächst das Humanistische Gymnasium Kempten, wechselte jedoch 1895 auf die sechsklassige Königlich Bayerische Realschule (mittlerweile Allgäu-Gymnasium Kempten), welche er 1901 abgeschlossen hat. Danach besuchte er die Königliche Industrieschule München, deren Abschluss zum Studium an der Technischen Hochschule München  berechtigte. Dort studierte Dornier Maschinenbau. Er schloss sich dem Corps Guestphalia (heute Suevo-Guestphalia) an, war aber auch Naturfreund und leidenschaftlicher Bergsteiger, spielte Zither und sang Schnaderhüpferl. Er war auch Mitglied der Ferialverbindung Algovia Kempten.
Mit 23 Jahren, Mitte 1907, fand Dornier als Diplom-Ingenieur in der Maschinenfabrik Nagel in Karlsruhe seine erste Anstellung. 1909 wechselte er zur Firma Luig im württembergischen Illingen. Dort erreichte ihn ein Hilferuf der Mutter. Die Weinhandlung des Vaters war in Schwierigkeiten geraten, weil der Vater schon länger ernsthaft erkrankt war. Dornier musste sich zusätzlich um das Geschäft und den Unterhalt der Familie mit den unmündigen Geschwistern kümmern. In Illingen erledigte er noch Aufgaben an Brücken der Württembergischen Eisenbahn und wechselte dann zum Eisenwerk Kaiserslautern, bevor ihn 1910 der Luftschiffbau Friedrichshafen einstellte. Dort hatte sich Dornier schon lange beworben, und dieses Arbeitsgebiet entsprach seinen Neigungen. Außerdem konnte er die elterliche Familie im nahen Kempten leichter unterstützen.
Nachdem seine erste Frau Olga, geb. Kramer, mit der er zwei Söhne (Claudius († 1986), Peter († 2002)) hatte, 1918 an der Spanischen Grippe gestorben war, heiratete Dornier erneut. Aus dieser Ehe mit seiner langjährigen Haushälterin Anna, geb. Selinka, entstammen sechs weitere Kinder (Silvius († 2022), Prosper († als Kind), Justus, Donatus († 1971), Christoph († 2008)) und eine Tochter (Dorothea), weswegen Dorniers Villa mehrfach ausgebaut wurde. 
In Claude Dornier vereinigten sich neben der Fähigkeit zu Visionen naturwissenschaftliche Genialität und unternehmerische Begabung, wie seine zahlreichen technischen Innovationen und wirtschaftlichen Erfolge beweisen. Dornier vergaß auch nie, was er seinen Mitarbeitern verdankte. Er verstand zu begeistern und hielt seine Mannschaft auch in schlechten Zeiten zusammen. So hat Dornier nach dem Zweiten Weltkrieg von Zug aus seine Ingenieure materiell unterstützt, um mit ihnen dann in Spanien die Do 25 zu entwickeln.

### Berufliche Laufbahn

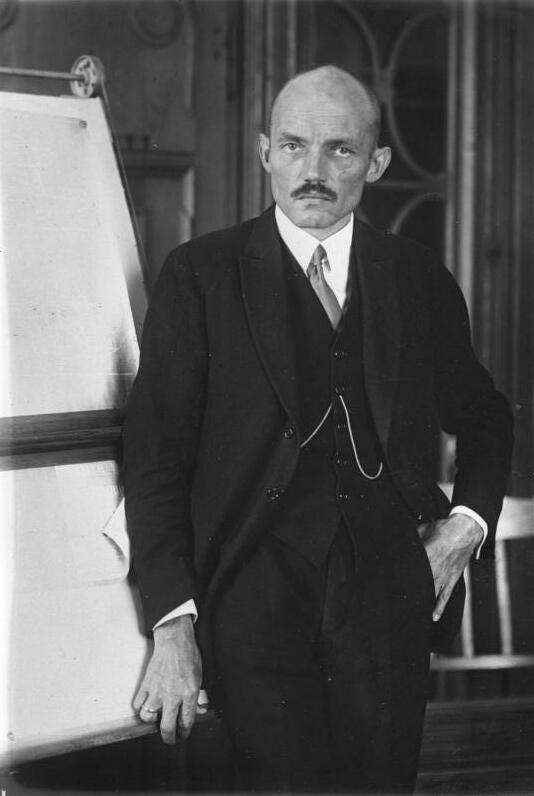
Claude Dornier, 1930

Nach den Tätigkeiten ab 1907 in Karlsruhe, Illingen und Kaiserslautern begann der 26-jährige Dornier am 2. November 1910 in der Versuchsabteilung der Luftschiffbau Zeppelin GmbH. Nachdem er die drehbare Zeppelinhalle erfunden hatte und 1912 ein Patent darauf erhalten hatte, versuchte er die bisher empirische Bauweise der Zeppelintragwerke rechnerisch zu erfassen, was ihm einige Widerstände der etablierten Praktiker einbrachte. Der Jungingenieur machte sogar einige Zeppelinfahrten mit, um Erfahrungen zu sammeln und Messungen zu machen.
Dornier beobachtete mit wachsendem Interesse den technischen Vorsprung Frankreichs bei Flugzeugen schwerer als Luft. Graf Zeppelin selbst sah hier ebenfalls die Zukunft und unterstützte zum Beispiel seinen früheren Mitarbeiter Theodor Kober, der sich mit der Flugzeugbau Friedrichshafen GmbH selbstständig gemacht hatte und Flugzeuge baute, mit Geld und Hallenraum. 1913 durfte Dornier in Paris die V. Internationale Ausstellung für Luftfahrt besuchen. Diesen Besuch hat Dornier selbst als den Zeitpunkt bezeichnet, von dem an sich sein Interesse Flugzeugen schwerer als Luft zuwandte. Graf Zeppelin selbst erkannte bei Beginn des Ersten Weltkrieges, dass Luftschiffe den Anforderungen des Krieges bald nicht mehr gewachsen sein würden. Er forcierte deshalb seine Vorstellungen von Riesenflugzeugen. Der Graf verfuhr zweigleisig: Einerseits ließ er große Landflugzeuge entwickeln, andererseits gab er den Anstoß zu Claude Dorniers Flugboot-Konstruktionen.
Im Dezember 1914 verließ Claude Dornier mit seiner Abteilung „Do“ die Büroräume des Grafen Zeppelin in Friedrichshafen und zog mit seinem kleinen Stab von Konstrukteuren und Zeichnern einige Kilometer weiter nach Seemoos. Am Seemooser Horn entstand eine geräumige Halle aus Holz, hoch genug für einen Dreidecker und 50 m breit. Die Baracke für Dorniers Büro und das Konstruktionsbüro wurde bis 2014 – nahezu unverändert – vom Württembergischen Yacht-Club als „Jugendheim Claude Dornier“ genutzt. Im Februar 2016 wurde sie, nach Umsetzung und Restaurierung, im Dornier-Museum als Do.labor wieder in Betrieb genommen und dient heute der Wissensvermittlung.
Hier entstanden unter seiner Leitung die Riesenflugboote Rs I bis Rs IV, ab 1917 dann im Werk Reutin der Zeppelin-Werk Lindau GmbH die Landflugzeuge Cl I, ein zweisitziger Doppeldecker, Cs I, ein als Tiefdecker ausgelegtes zweisitziges Schwimmerflugzeug, und D I, ein Jagdflugzeug, das als freitragender Eineinhalbdecker erstmals die Schalenbauweise des Rumpfes mit einem als torsionssteifer Kasten ausgebildeten Tragflügel kombinierte.
Während die Riesenflugboote noch nach statischen Prinzipien aufgebaut waren, die Claude Dornier vor dem Krieg bereits für Zeppelinkonstruktionen entwickelt hatte – stark gestreckte Trägersysteme aus gezogenen Stahlprofilen, später kombiniert mit der Schalenbauweise des Rumpfes – gingen die Landflugzeuge darüber hinaus. In der D I schließlich waren die Eckpatente der Flugzeugstatik vereint, die Claude Dornier in den letzten Jahren angemeldet hatte: für den einholmigen Tragflügel (1916), den spantenversteiften Hohlkörper aus Metall (1917) und die tragende Blechhaut für Flugzeugrümpfe (1917).
Unter Claude Dornier entstand in dieser Zeit eine der wichtigsten und zukunftsweisenden Konstruktionstraditionen des Metallflugzeugbaus, an deren Begründung auch seine Mitarbeiter Hanns Klemm, Alexander Lippisch, Adolf Rohrbach und Richard Vogt mitwirkten. Der andere große Wegweiser des Metallflugzeugbaus, Hugo Junkers, verwendete demgegenüber Fachwerke als statische Grundlage, die lediglich mit Wellblech als Beplankung versteift wurden.
Im Januar 1917 wurde Dorniers Abteilung als Zeppelin-Werk Lindau GmbH eine eigenständige Gesellschaft im Zeppelin-Konzern, zu deren Geschäftsführer Dornier avancierte. Die Firma baute in Reutin bei Lindau ihr Hauptwerk, blieb aber auch in Seemoos. Das Kriegsende brachte die Stilllegung des Lindauer Werks. Nur noch 80 Mitarbeiter verblieben im Werk Seemoos. Eine Liquidation der Gesellschaft konnte Dornier verhindern.

### Zwischenkriegszeit
Noch im Auftrag der Kaiserlichen Marine war in Seemoos mit dem Bau des Aufklärungsflugbootes Gs I begonnen worden. Dieses Flugboot hatte bereits alle Kennzeichen der späteren Dornier-Flugbootfamilie: Hochdecker, fern vom Spritzwasser über der Tragfläche angeordnete Motoren in Tandemanordnung und Flossenstummel. Nach dem Kriegsende ließ Dornier eine Umkonstruktion zu einem 6-sitzigen Passagierflugzeug vornehmen. Am 30. Juni 1919 konnte der Erstflug stattfinden. Die Flugversuche verliefen ausgezeichnet. Dornier warb daraufhin bei Vorführungen in der Schweiz und den Niederlanden um Kunden. Auf dem Weg zu einer Vorführung in Skandinavien lag das Flugboot in Kiel-Holtenau, als der Ablieferungszwang für Flugzeuge gemäß den Bestimmungen des Versailler Vertrages in Kraft trat. Dornier ließ das Flugboot deshalb am 25. April 1920 in der Kieler Bucht versenken, um einer Ablieferung an die Alliierten zuvorzukommen.
Da das Flugzeug-Bauverbot des Versailler Vertrages zunächst als nur für militärische Flugzeuge geltend angesehen wurde, konnten in Seemoos 1920 noch drei weitere Flugzeuge konstruiert und – wenigstens teilweise – gebaut werden, das kleine Verkehrsflugboot Delphin I, das Verkehrsflugzeug Komet I und das Kleinflugboot Libelle.
Im Herbst 1920 verschärfte sich die Haltung der Alliierten jedoch massiv. Das Bauverbot wurde auf alle Flugzeuge ausgedehnt. Es sollte bis drei Monate nach der Bestätigung der Alliierten gelten, dass die deutsche Demilitarisierung abgeschlossen sei. Die deutsche Reichsregierung wurde ultimativ gezwungen, dies im Frühjahr 1921 mit Rückwirkung legislativ zu verankern. Alle seit dem 10. Juli 1920 hergestellten Flugzeuge sollten beschlagnahmt werden.
Claude Dornier gelang es, in Rorschach, am Schweizer Ufer des Bodensees, einen Bootsschuppen mit Slipanlage anzumieten. Bereits produzierte Flugzeugteile wurden mit dem Segelboot „Praxedis“ seines Mitarbeiters Heinrich Schulte-Frohlinde über den See geschafft und in Rorschach montiert. So konnte die „Libelle“ am 16. August 1921 vor Rorschach zu ihrem Erstflug starten. Die erste Komet I war bereits im Herbst 1920 in Dübendorf in der Schweiz montiert worden.

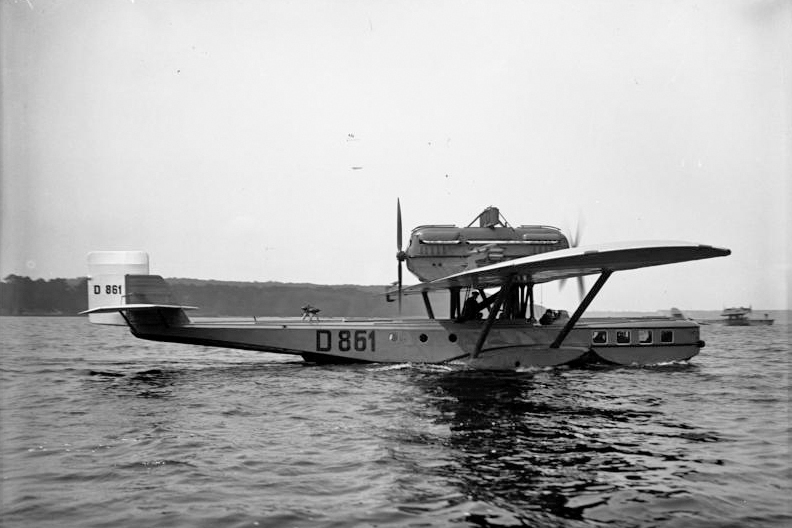
Dornier Wal

Mit einem kleinen Team von zu Hause arbeitenden Konstrukteuren entwickelte Dornier inzwischen die Gs I weiter, denn die spanische Marine hatte Interesse angemeldet. Es entstand die Dornier „Wal“, „das Flugzeug, das Dornier gemacht hat“, wie Claude Dornier selbst es formulierte. Der Wal wies, neben den Charakteristika der Gs I, auch das einfache Seitenleitwerk auf, ein weiteres Kennzeichen der Dornier-Flugbootfamilie.
An einen Bau in Deutschland war nicht zu denken und auch die Bootslagerhalle in Rorschach war ungeeignet. Dornier konnte indessen Ende 1921 eine stillgelegte Werft in Marina di Pisa, Italien finden, wo dann eine Beteiligungsgesellschaft des Zeppelin-Konzerns (die Mehrheit lag bei italienischen Gesellschaftern) gegründet wurde, die Costruzioni Mechaniche Aeronautiche S.A. (CMASA). In Marina di Pisa machte am 6. November 1922 die Dornier Wal ihren Erstflug.
Am 22. Januar 1922 beschloss die Gesellschafterversammlung eine Umbenennung in Dornier-Metallbauten GmbH. Dornier konnte einen zehnprozentigen Geschäftsanteil übernehmen. Ebenfalls 1922 erwarb der Zeppelin-Konzern die Liegenschaften der inzwischen liquidierten Flugzeugbau Friedrichshafen GmbH in Manzell. Der Betrieb der Dornier-Metallbauten GmbH wurde auf dieses größere Gelände neben der Werft in Seemoos verlegt.
In Manzell verwirklichte Dornier in den folgenden Jahren eine große Zahl von Flugzeugprojekten. Von den Flugbooten sind hervorzuheben die Weiterentwicklung des Dornier-Wals zu Versionen mit höheren Abfluggewichten sowie der zweimotorige Superwal I und der viermotorige Superwal II. Der Wal erwies sich sowohl in der zivilen als auch der militärischen Version als außerordentlich erfolgreich; Lizenzproduktionen begannen in den Niederlanden, Spanien, Japan und der Sowjetunion. Dornier fuhr zur Vorbereitung der japanischen Produktion bei Kawasaki selbst für einige Monate nach Japan; sein Mitarbeiter Richard Vogt blieb als Leiter der Flugzeugentwicklung bei Kawasaki bis 1933 dort.
Von den Landflugzeugen dieser Jahre waren die Komet I, II und III und die Merkur I und II besonders erfolgreich; sie spielten im beginnenden Luftverkehr eine bedeutende Rolle. Dornier experimentierte bei der Do K auch wieder mit einer anderen Bauweise, einer aus Stahlrohren und Duralprofilen aufgebauten Rumpfstruktur und einer Leichtmetalltragflügelstruktur – Rumpf und Tragflügel jeweils mit Stoffbespannung. Er setzte diese Bauweise aber nur noch einmal, nämlich bei dem für den Export gedachten militärischen Schwimmerflugzeug Dornier Do 22 ein. Im Übrigen blieb er seiner Ganzmetallbauweise treu.

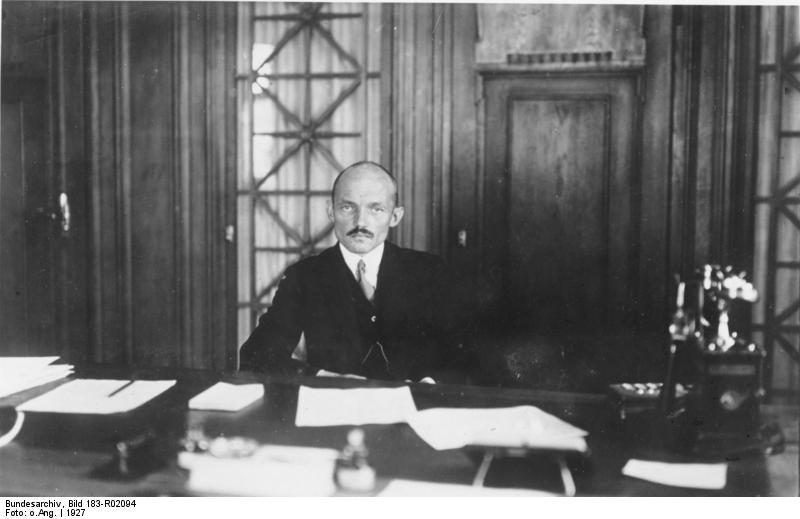
Claude Dornier, 1927

Um das Bauverbot für Flugzeuge gemäß den Versailler Verträgen zu umgehen, entstand ab 1925 auf dem Flugplatz Altenrhein am Schweizer Ufer des Bodensees die dritte Fertigungsstätte neben Manzell und Marina di Pisa. Mit Unterstützung des Deutschen Reiches, das zunächst auch Hauptaktionär blieb, erfolgte dort die Gründung der AG für Dornier-Flugzeuge (Doflug). Die Reichswehr erteilte in den zwanziger Jahren immer wieder Aufträge für die Entwicklung militärischer Flugzeuge an die deutschen Flugzeugfirmen, die aber nur verdeckt über den Etat des Reichsverkehrsministeriums finanziert werden konnten. Eine Erprobung mit Bewaffnung war in Deutschland nicht möglich. Auch Dornier war mit einigen Projekten in dieses Konzept eingebunden.
Nach der Fertigstellung des Werkes Altenrhein wurde die Fertigung der Dornier Wal in Marina di Pisa aufgegeben. Die Geschäftsanteile des dortigen Unternehmens waren schon seit einigen Jahren ganz in italienische Hände übergegangen; die Verbindung mit der Dornier-Metallbauten GmbH beschränkte sich auf einen Lizenzvertrag.
In Altenrhein entstand dann 1928/29 die Dornier Do X, ein Flugschiff, die größte Variante des Flugboot-Konzeptes, das mit der Gs I zehn Jahre zuvor begonnen hatte. Sie war das größte Flugzeug ihrer Zeit.
Die zahlreichen, technisch zum Teil sehr unterschiedlichen Flugzeugentwürfe Claude Dorniers skizzierte er zunächst nur und übergab sie Eugen Jäger – seinem Mitarbeiter seit 1914 – zur Ausarbeitung der Details. In einem schrittweisen Prozess entstand dann das endgültige Flugzeugprojekt. Diese Zusammenarbeit setzte sich auch in den nächsten Jahrzehnten fort. Meistens nach Feierabend oder am Sonntag ging Dornier an die Zeichenbretter der Konstrukteure und hinterließ an den Zeichenbrettern Anmerkungen und den Chefs Anweisungen zu seinen Vorstellungen.
Bereits während des Ersten Weltkriegs hatte sich der Zeppelin-Konzern zu einer zergliederten Unternehmensgruppe entwickelt. In den 1920er Jahren kam es über seine unternehmerische Weiterentwicklung zu Meinungsverschiedenheiten in der Führung. Während Alfred Colsman die gleichgewichtige Entwicklung von Luftschiffbau, Flugzeugbau, Motorenbau und Getriebebau vertrat, forderte Hugo Eckener eine Konzentration aller Mittel auf den Luftschiffbau. Schon Colsmans Konzept sah in den Augen Dorniers eine ungenügende Berücksichtigung des Flugzeugbaus vor. Als Colsman den Machtkampf schließlich verlor und 1930 vorzeitig ausschied, geriet Claude Dornier mit der Dornier Metallbauten GmbH vollends in eine unternehmerische Randlage im Zeppelin-Konzern. Da ergab sich eine Möglichkeit, vom Konzern loszukommen.
Mit Beginn der Weltwirtschaftskrise im Herbst 1929 verschlechterte sich die Lage der Flugzeugindustrie weltweit dramatisch. Auch die Dornier Metallbauten GmbH musste die Fertigung in Marina di Pisa aufgegeben und die CMASA verkaufen, was angesichts der neuen Werft in Altenrhein aber zu verschmerzen war.
1929, noch vor Beginn der Weltwirtschaftskrise, hatte Dornier einen Lizenzvertrag mit General Motors (GM) abgeschlossen. 1931 erklärte GM, dass man angesichts der wirtschaftlichen Entwicklung nicht mehr bereit sei, die erworbene Lizenz zu nutzen und gegen eine Abfindung aus dem Lizenzvertrag ausscheiden werde. Claude Dornier standen nach seinem Anstellungsvertrag erhebliche Anteile an den Lizenzeinnahmen für seine Schutzrechte persönlich zu. Dornier schlug daher Hugo Eckener vor, alle Geschäftsanteile der Dornier-Metallbauten GmbH zu übernehmen. Eckener ging auf den Vorschlag ein. So wurde Claude Dornier 1932 zu einem angesichts der allgemein schlechten wirtschaftlichen Lage günstigen Preis Alleingesellschafter der Dornier Metallbauten GmbH.
Schon lange trug man sich mit dem Gedanken, einen Standort an der deutschen Küste zu schaffen. 1933 konnte der Plan mit der Gründung der Tochtergesellschaft Dornier-Werke Wismar GmbH, später in Norddeutsche Dornier-Werke (NDW) umbenannt, verwirklicht werden. Ein weiteres Werk dieser Gesellschaft entstand in Berlin-Reinickendorf. Zur Vergrößerung der Kapazität wurde die Leichtkonstruktion Lübeck GmbH gegründet, die zwar rechtlich getrennt, organisatorisch aber in die NDW eingegliedert war.
In Süddeutschland entstanden in der Nähe des Standorts Manzell Werke in Friedrichshafen-Löwental und Friedrichshafen-Allmannsweiler, in Pfronten-Weißbach und Lindau-Rickenbach sowie im Raum München in Neuaubing und Oberpfaffenhofen.
Zur Behebung der Wohnungsnot in Friedrichshafen, die durch das expandierende Werk in Manzell mitverursacht war, entstand auf Initiative von Claude Dornier schon ab 1924 in Manzell die Dornier-Siedlung. Weitere Dornier-Siedlungen gab es später in Wismar, Lübeck-Siems und Neuaubing.

### Zeit des Nationalsozialismus
Mit der Ernennung Hermann Görings zum Reichskommissar für Luftfahrt am 2. Februar 1933 und der Gründung des Reichsluftfahrtministeriums (RLM) im April 1933 setzte eine planwirtschaftliche Gleichschaltung der Flugzeugindustrie ein. Eine freie unternehmerische Betätigung war nun stark eingeschränkt. Entscheidungen über die Fertigung von Baumustern wurden zentral getroffen und Dornier baute etwa bei den NDW nacheinander Junkers W 34, Heinkel He 111, Junkers Ju 88 und Focke-Wulf Fw 190, während Dornier-Flugzeuge z. B. der Weser-Flugzeugbau GmbH (Weserflug) in Bremen, der Hamburger Flugzeugbau GmbH oder Siebel zur Fertigung zugewiesen wurden.
Die vom Heereswaffenamt noch vor der Machtübernahme Hitlers in Auftrag gegebenen Flugzeugentwicklungen versetzten das RLM in die Lage, schnell mit dem Aufbau der Luftwaffe zu beginnen. Dornier hatte mit der Do F 1931/32 ein Flugzeug entwickelt, das als Frachtflugzeug deklariert war; tatsächlich handelte es sich um einen Bomber. Nach dem Erstflug im Frühjahr 1932 erfolgten einige Änderungen. Der Bomber Do 13 flog Anfang Februar 1933. Nach weiteren Änderungen ging das Flugzeug 1934 als Do 23 in Serie.

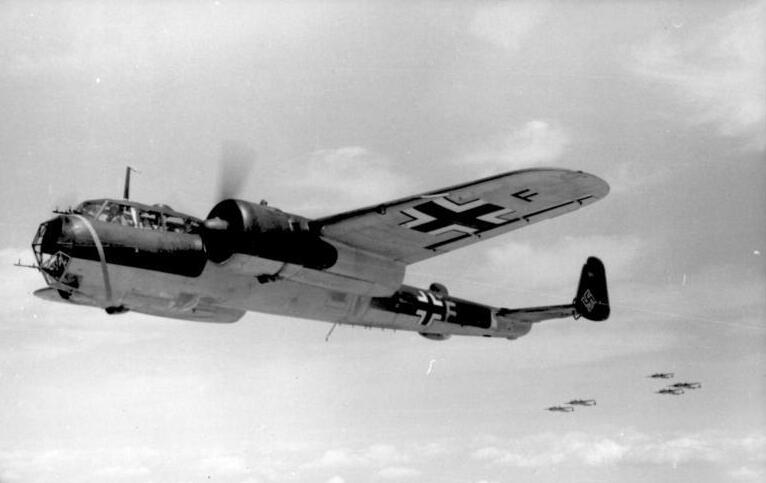
Dornier Do 17Z des KG 76, 1940

Dorniers wesentliche Entwicklung auf dem Gebiet der Bomber in dieser Zeit war allerdings die Dornier Do 17. 1932 hatte das Heereswaffenamt eine Ausschreibung für ein „leichtes Schnellverkehrsflugzeug“ herausgegeben. Dorniers erster Entwurf fiel durch. Danach begann er mit der Entwicklung eines aerodynamisch besonders gut durchgebildeten neuen Typs, der beim Internationalen Flugtreffen in Zürich Aufsehen erregte: Er war schneller als die teilnehmenden Jagdflugzeuge. Die Do 17 wurde von Dornier und mehreren Lizenznehmern in den nächsten Jahren in mehreren tausend Exemplaren gebaut.
Neben den militärischen Entwicklungen beschäftigte sich Dornier in den 1930er Jahren weiter mit Flugbootentwicklungen, wobei sein Hauptaugenmerk auf dem Transatlantikverkehr lag. Der Wal wurde zur Do 18 weiterentwickelt. Als größeres Flugboot entstand die Do 26, ein viermotoriges Flugboot für den Postverkehr im Südatlantik. Es war für einen Katapultstart ausgelegt.

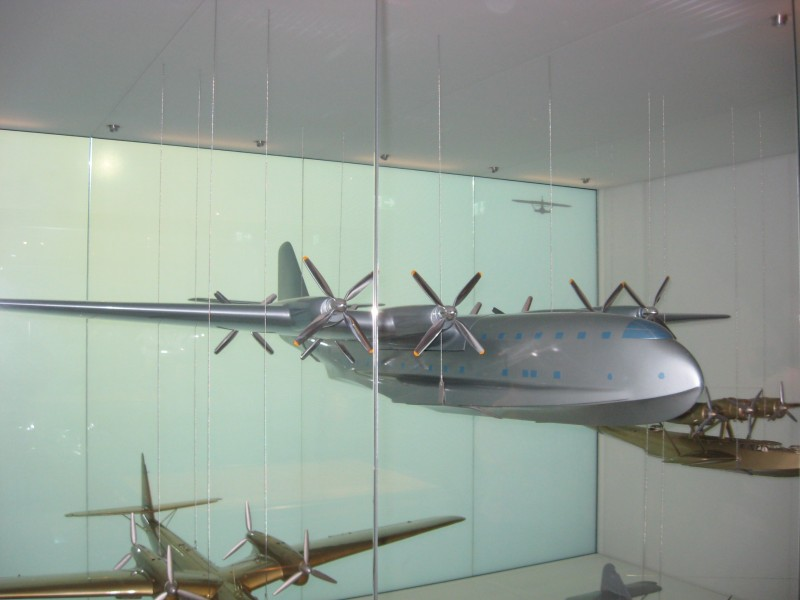
Modell der geplanten Do 214

Auch mit Entwicklungen für das Ausland hatte Dornier in diesen Jahren Erfolg. In Niederländisch-Indien eingesetzte „Wal“ der niederländischen Marineluftwaffe Marine Luchtvaartdienst sollten in größerer Stückzahl ersetzt werden. Dorniers Dornier Do 18 lehnten die Niederländer als zu leicht und leistungsschwach ab, zudem forderten sie ein Abgehen von der Tandemanordnung der Motoren und ein doppeltes Seitenleitwerk. Man wollte Raum für einen dritten MG-Turm im Heck und ein besseres Schussfeld für den mittleren MG-Turm. Dornier erhielt die Spezifikationen 1935 und musste sich einem Wettbewerb mit Fokker und Sikorsky stellen, den er mit dem Entwurf Do 24 glänzend gewann. Dafür hatte Dornier einige seiner bisher immer durchgehaltenen Auslegungsgrundsätze aufgegeben. Von Sommer 1937 bis Herbst 1939 lieferten Dornier Friedrichshafen drei und Doflug Altenrhein 26 Dornier-Do-24-Flugboote, weitere kamen aus der Produktion der Lizenznehmer Aviolanda und De Schelde. Nach der Besetzung der Niederlande 1940 führte die Luftwaffe diese niederländische Fertigungslinie weiter und verwendete die Flugboote in einer unbewaffneten Version vor allem zur Seenotrettung, wo sie sich außerordentlich gut bewährten.

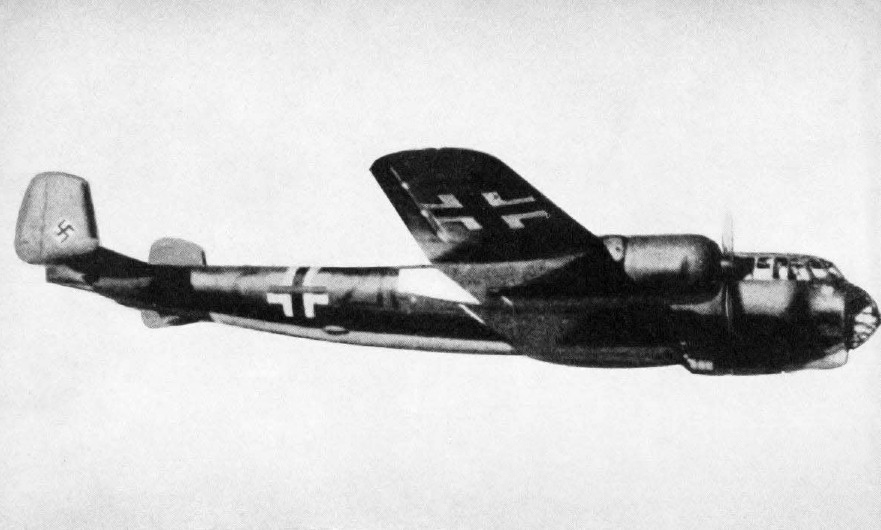
Dornier Do 217

Den Endpunkt der Flugbootentwicklungen Dorniers bildete das Transatlantikflugboot Dornier Do 214. Seit er vor 1914 an den Arbeiten für das Luftschiff beteiligt war, mit dem Graf Zeppelin 1916 zur Weltausstellung nach Chicago fahren wollte, hatte Dornier diese Aufgabe immer gereizt. In den 1930er-Jahren hatte er mehrere Entwürfe für Flugboote für diese Strecke ausgearbeitet, ab 1939 konnte er endlich im Auftrag der Lufthansa mit der Entwicklung des Flugbootes beginnen, das er im Vorjahr projektiert hatte. Die Do 214 war achtmotorig, hatte ein Abfluggewicht von 150 t und sollte 40 Passagiere mit einem Komfort entsprechend dem der Zeppelin-Luftschiffe LZ 127 und LZ 129 über den Atlantik transportieren. Ab 1940 hatte die militärische Version Vorrang. 1942 brach das RLM die Entwicklung ab; die schon aufgebauten Spanten für das erste Boot mussten verschrottet werden. Dieses lange Festhalten an einem zivilen Projekt im Zweiten Weltkrieg trug den Dornier-Werken im NSDAP-Jargon die Bezeichnung „Dornröschenwerke“ ein.
Unterdessen bestimmte der Krieg die Entwicklung des Unternehmens Dorniers. Gebaut wurden die vom RLM zugewiesenen Typen, bei Dornier vornehmlich Bomber und Aufklärer. Dornier entwickelte die Do 17 weiter zur Do 217, die in Kampf-, Aufklärungs- und Nachtjagd-Versionen gebaut wurde. Mit der Do 317 stieg das Abfluggewicht der 17er-Typen von ursprünglich 6,5 t schließlich auf 20 t.

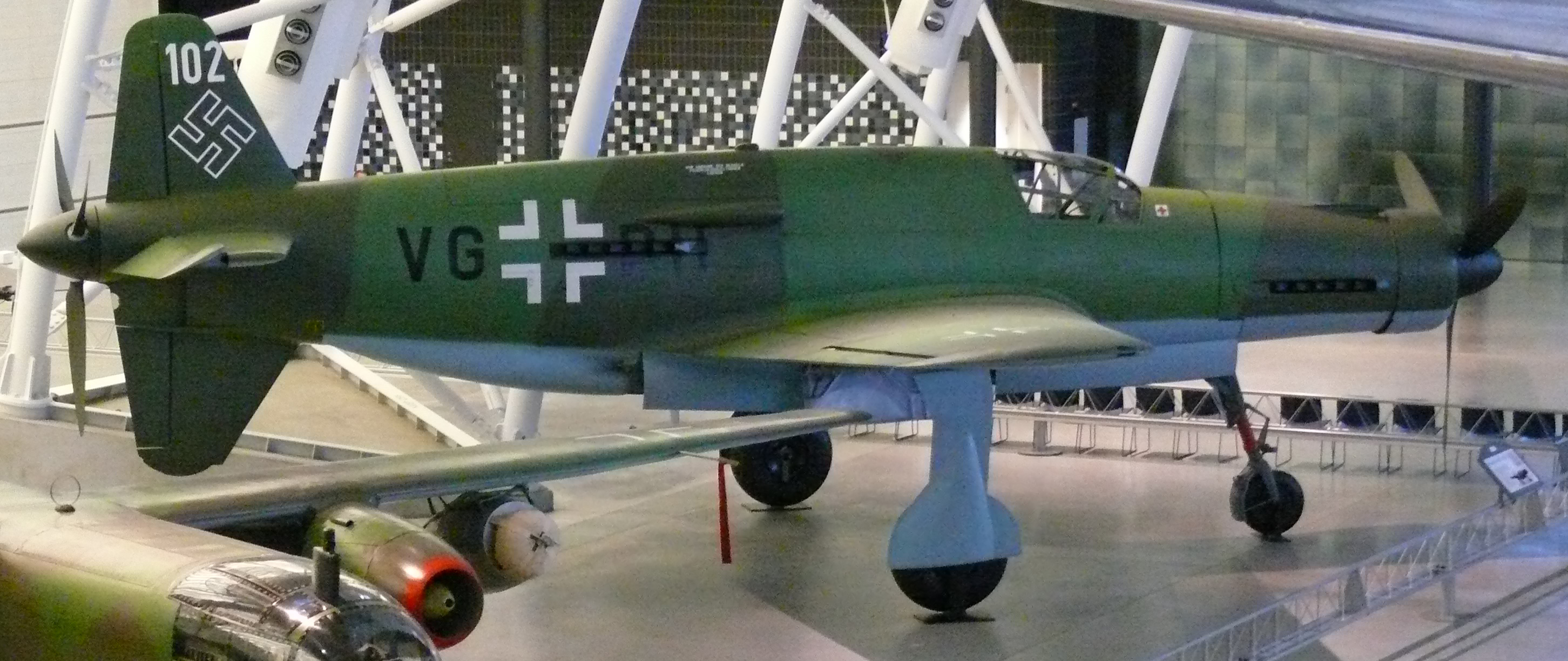
Die letzte erhaltene Do 335 Pfeil (VG+PH)

Ab 1942 schließlich begann Claude Dornier mit der Entwicklung eines Flugzeuges, das seine Tandem-Anordnung der Triebwerke in reinster Form verkörperte und das auf ein Patent zurückgriff, das er 1937 angemeldet hatte. Die Dornier Do 335 war ein schwerer Jagdbomber mit etwa 10 t Abfluggewicht, angetrieben durch ein Triebwerk mit Zugpropeller im Bug und ein Triebwerk hinter dem Piloten, das über eine Fernwelle eine Druckschraube im Heck bewegte. Diese Auslegung erforderte sowohl ein Bugradfahrwerk als auch einen Schleudersitz – zwei Auslegungselemente, die hier erstmals auftraten. Als technischer Höhepunkt der Flugzeugentwicklungen Claude Dorniers wies die Do 335 neben vielen beispielgebenden Details auch eine ganze Reihe ungelöster Probleme und Schwächen auf. Immerhin handelte es sich bei der Do 335 um das schnellste in (kleiner) Serie hergestellte kolbenmotorbetriebene Flugzeug der Welt.
1934 erhielt Dornier die Ehrenbürgerschaft der Stadt Friedrichshafen. Am 2. Januar 1940 beantragte er die Aufnahme in die NSDAP und wurde zum 1. März desselben Jahres aufgenommen (Mitgliedsnummer 7.542.797). Er wurde zum Wehrwirtschaftsführer ernannt und Leiter der Fachabteilung Flugzeugbau der Wirtschaftsgruppe Luftfahrtindustrie. 1943 und 1944 war er Vorstandsmitglied des Vereins Deutscher Ingenieure (VDI).

### Nach 1945
Nach dem Zweiten Weltkrieg wurde Dornier zunächst mit einigen seiner führenden Mitarbeiter für einige Monate in Frankreich inhaftiert und vernommen. Nach der Entlassung verlegte er seinen Wohnsitz in die Schweiz. Bei der Entnazifizierung wurde er im Dezember 1948 in Lübeck, dem Sitz der Norddeutschen Dornier-Werke in der britischen Zone, in die Kategorie V „entlastet“ eingestuft. Die britische Militärregierung hob diese Einstufung jedoch auf und wies Dornier an, sich in der französischen Zone, in Friedrichshafen oder Tübingen, entnazifizieren zu lassen. Hier wurde er als „Mitläufer“ (Gruppe IV) eingestuft, da ein NSDAP-Mitglied nur bei Nachweis aktiver Widerstandshandlungen als „entlastet“ angesehen wird. Die französische Militärregierung verurteilte Dornier zu einer Sühnezahlung. Eine Veröffentlichung des Urteils verweigerte der damalige Staatspräsident von Württemberg-Hohenzollern, Lorenz Bock. Er kannte die politische Einstellung Claude Dorniers und hielt das Urteil für falsch. Bock musste schließlich durch Befehl der französischen Militärregierung zur Veröffentlichung gezwungen werden.

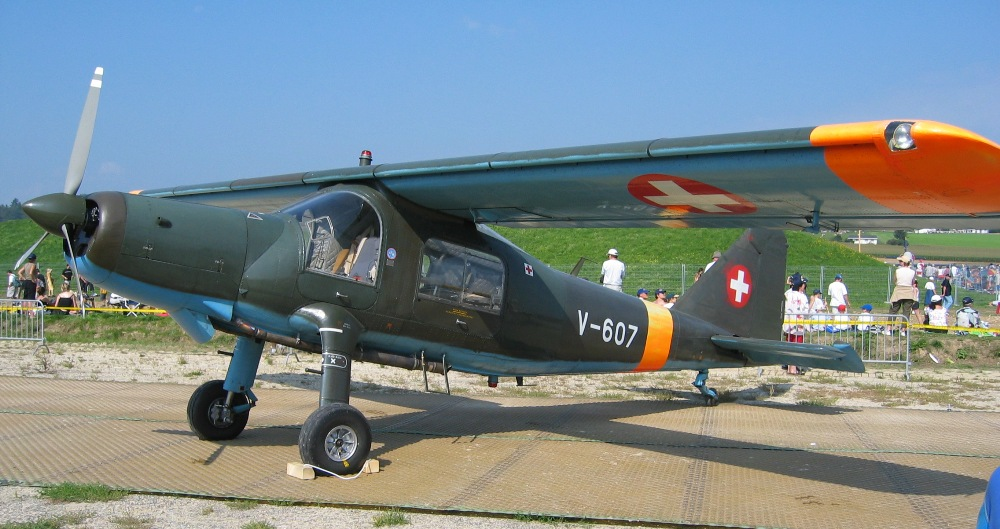
Dornier Do 27 in Bemalung der Schweizer Armee

Claude Dornier stand vor dem wirtschaftlichen Aus. Das Werk Manzell war zerstört, das Werksgelände auf Befehl der Militärregierung verkauft. Die Werke in der sowjetischen Zone waren verloren, die in der amerikanischen Zone größtenteils von der Militärregierung beschlagnahmt. Claude Dornier verlegte seinen Wohnsitz endgültig in die Schweiz nach Zug, da auch sein Haus in Friedrichshafen zerstört war. Mit einem kleinen Büro in Rorschach versuchte er einen Neubeginn. Schließlich gründete er in Madrid ein Ingenieurbüro, die Oficinas Técnicas Dornier (OTEDO) und entwickelte mit einer kleinen deutschen Mannschaft das Verbindungsflugzeug Dornier Do 25.

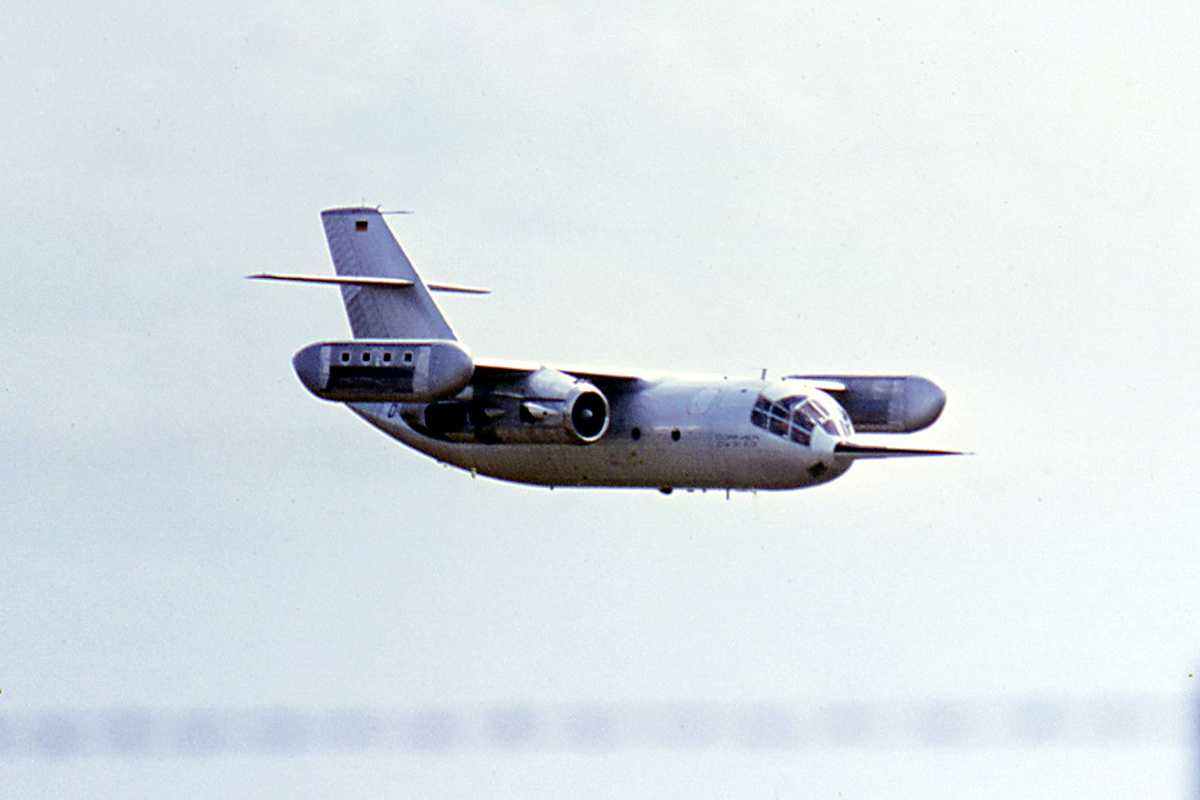
Dornier Do 31, 1968

In Deutschland begann der Neuanfang seiner Unternehmen in Lindau, Oberpfaffenhofen, Neuaubing und Immenstaad am Bodensee. In Lindau hatte Dornier 1950 die Lindauer Dornier Gesellschaft gegründet und erfolgreich mit der Konstruktion und Fertigung von Webstühlen begonnen. Ab 1955 konnte Dornier im Flugzeugbau mit Kurzstartflugzeugen und Senkrechtstartern wieder an frühere wirtschaftliche Erfolge anknüpfen. Er wurde Präsident des Bundesverbandes der Deutschen Luft- und Raumfahrtindustrie BDLI. Aufgrund seiner Erfahrungen während des Krieges war er stets bemüht, das Werk auf eine breitere Basis zu stellen. 1959 wurde eine Abteilung „Sonderkonstruktion“ geschaffen, die Diversifikationsgebiete erschließen sollte. So wie Claude Dornier 1917 im Zeppelin-Konzern eine eigene Gesellschaft bekommen hatte, so verselbständigte er 1962 diese Abteilung in der Dornier System GmbH, in der später die Sparten Raumfahrt, Wehrtechnik, Elektronik und Medizintechnik entstanden. Im selben Jahr zog sich Dornier 78-jährig aus der aktiven Geschäftsführung zurück und überließ die Führung seinen Söhnen. Über den „Entwicklungsrat“ wirkte er aber noch mehrere Jahre maßgeblich an den Entscheidungen insbesondere im Bereich der Flugzeugentwicklung mit. In dieser Zeit baute er auch sein Haus in Friedrichshafen wieder auf, nachdem er einige Jahre im Werk Immenstaad einen Zweitwohnsitz gehabt hatte. 
Die Nachkommen aus seinen beiden Ehen bildeten bis auf Dorothea, die ausgezahlt worden war, nach dem Tode von Dornier 1969 zusammen mit der Witwe Anna eine Erbengemeinschaft mit von Dornier testamentarisch zugeteilten Stimmrechtsanteilen, unter denen der Dornier-Konzern bis zur Übernahme durch Daimler-Benz weitergeführt wurde. Als Anna Dornier, die Claude Dornier als Testamentsvollstrecker eingesetzt hatte, starb, entbrannte ein Streit um das Erbe und die Stimmrechte. Dornier hatte im Testament festgelegt, dass nach dem Tode der Witwe ein neuer Testamentsvollstrecker durch den Präsidenten des Oberlandesgerichts Stuttgart (OLG) bestellt werden sollte. Die Witwe hatte zu ihrer Unterstützung zwei Mit-Testamentsvollstrecker ernannt. Als der Präsident des OLG einen neuen Testamentsvollstrecker bestellte, wurde diese Entscheidung von einem Teil der Erben gerichtlich angefochten; sie hielten die von der Witwe ernannten Mit-Testamentsvollstrecker trotz des Todes der Witwe für weiter im Amt und die Neubestellung eines Testamentsvollstreckers für nicht zulässig. Gerichtlich wurde indes die dem Testament Claude Dorniers entsprechende Neubestellung durch den Präsidenten des OLG für rechtens erklärt. Dieser Streit trug dazu bei, dass die Daimler-Benz AG, vermittelt durch den Baden-Württembergischen Ministerpräsidenten Lothar Späth, die Führung des Dornier-Konzerns übernahm.

## Ehrungen
- 1922: Ehrendoktor der TH Stuttgart[5]
- 1931: Ehrensenator der TH München[5]
- 1932: Korrespondierendes Mitglied der Real Academia Hispano Americana de Ciencias y Artes de Cadiz[5]
- 1937: Mitglied des Senates der Lilienthal-Gesellschaft für Luftfahrtforschung[5]
- 1938: Lilienthal-Gedenkmünze der Lilienthal-Gesellschaft für Luftfahrtforschung[5]
- 1944: VDI-Ehrenzeichen[6]
- 1964: Großes Bundesverdienstkreuz mit Stern des Verdienstordens der Bundesrepublik Deutschland

## Film
- Claude Dornier – Pionier der Luftfahrt. Dokumentarfilm, Deutschland, 2018, 89:32 Min., Buch: Thomas Wartmann und Kerstin Horner, Regie: Thomas Wartmann, Produktion: Filmquadrat.dok, SWR, arte, Erstsendung: 15. September 2018 bei arte, Inhaltsangabe mit Video-Ausschnitt von Filmquadrat.dok.